# Uapaca
Uapaca Baill., 1858 è un genere di piante della famiglia Phyllanthaceae (in passato attribuito alla famiglia delle Euphorbiaceae, sottofamiglia Phyllanthoideae). È l'unico genere della tribù Uapaceae.

## Distribuzione e habitat
Il genere è diffuso in Africa tropicale e in Madagascar.

## Tassonomia
Comprende le seguenti specie:
- Uapaca acuminata (Hutch.) Pax & K.Hoffm.
- Uapaca ambanjensis Leandri
- Uapaca amplifolia Denis
- Uapaca bojeri Baill.
- Uapaca densifolia Baker
- Uapaca ferruginea Baill.
- Uapaca guineensis Müll.Arg.
- Uapaca heudelotii Baill.
- Uapaca kirkiana Müll.Arg.
- Uapaca lissopyrena Radcl.-Sm.
- Uapaca littoralis Denis
- Uapaca louvelii Denis
- Uapaca mole Pax
- Uapaca niangadoumae Breteler
- Uapaca nitida Müll.Arg.
- Uapaca pilosa Hutch.
- Uapaca pynaertii De Wild.
- Uapaca robynsii De Wild.
- Uapaca rufopilosa (De Wild.) P.A.Duvign.
- Uapaca sansibarica Pax
- Uapaca staudtii Pax
- Uapaca teusczii  Pax
- Uapaca thouarsii Baill.
- Uapaca togoensis Pax
- Uapaca vanhouttei De Wild.